# Camponotus brutus
Camponotus brutus é uma espécie de inseto do gênero Camponotus, pertencente à família Formicidae.